# Francie na Zimních olympijských hrách 1964
Francii na Zimních olympijských hrách v roce 1964 reprezentovala výprava 24 sportovců (15 mužů a 9 žen) ve 5 sportech.

## Medailisté
| Medaile | Jméno                  | Sport           | Soutěž           |
| ------- | ---------------------- | --------------- | ---------------- |
| Zlato   | François Bonlieu       | Alpské lyžování | Muži obří slalom |
| Zlato   | Marielle Goitschelová  | Alpské lyžování | Ženy obří slalom |
| Zlato   | Christine Goitschelová | Alpské lyžování | Ženy slalom      |
| Stříbro | Léo Lacroix            | Alpské lyžování | Muži sjezd       |
| Stříbro | Christine Goitschelová | Alpské lyžování | Ženy obří slalom |
| Stříbro | Marielle Goitschelová  | Alpské lyžování | Ženy slalom      |
| Stříbro | Alain Calmat           | Krasobruslaní   | Muži jednotlivci |